# Aldeanueva del Camino
Aldeanueva del Camino – gmina w Hiszpanii, w prowincji Cáceres, w Estramadurze, o powierzchni 20,05 km². W 2011 roku gmina liczyła 799 mieszkańców.